# Viggo Jensen (ur. 1947)
Viggo Jensen (ur. 15 września 1947 w Esbjergu) – duński piłkarz, grający na pozycji obrońcy, trener piłkarski.

## Kariera piłkarska

### Kariera klubowa
Wychowanek Esbjerg fB, w składzie którego w 1965 rozpoczął karierę piłkarską. W 1970 przeszedł do Boldklubben 1909. W 1973 wyjechał do Niemiec, gdzie bronił barw klubów Bayern Monachium i SpVgg Greuther Fürth. W 1978 powrócił do ojczyzny, gdzie został piłkarzem Odense BK. W 1980 zakończył karierę piłkarską w B 1909.

### Kariera reprezentacyjna
W 1971-1973 bronił barw narodowej reprezentacji Danii.

## Kariera trenerska
Po zakończeniu kariery piłkarskiej rozpoczął pracę szkoleniową. Od 1981 prowadził duńskie kluby Ullerslev, Svendborg fB i Silkeborg IF. W 1989-1992 również trenował młodzieżową reprezentację Danii. W sezonie 1992/93 kierował szwedzkim Malmö FF. Potem trenował miejscowe kluby Boldklubben 1909, Viborg FF, Aarhus Fremad, Esbjerg fB oraz ponownie Boldklubben 1909 i Silkeborg IF. W lipcu 2007 stał na czele reprezentacji Estonii, z którą pracował do listopada 2007. W 2008 powrócił do Danii, gdzie kierował FC Fyn, a po pół roku przeniósł się do sztabu szkoleniowego Boldklubben 1909. W 2011 został mianowany na stanowisko głównego trenera Vejle BK. W latach 2012–2013 po raz trzeci prowadził Silkeborg IF.

## Sukcesy i odznaczenia

### Sukcesy piłkarskie
- zdobywca Pucharu UEFA: 1974
- mistrz Niemiec: 1974
- mistrz Danii: 1965
- zdobywca Pucharu Danii: 1971

### Sukcesy trenerskie
- brązowy medalista Mistrzostw Danii: 1996

### Sukcesy indywidualne
- Trener roku w Danii: 1989